# 1587 w polityce

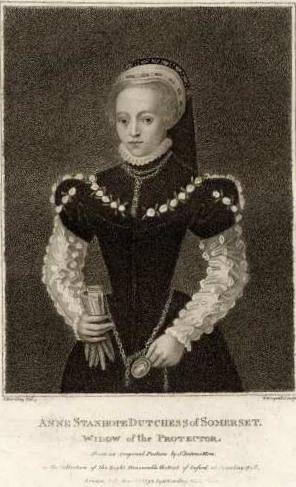
Anna Stanhope

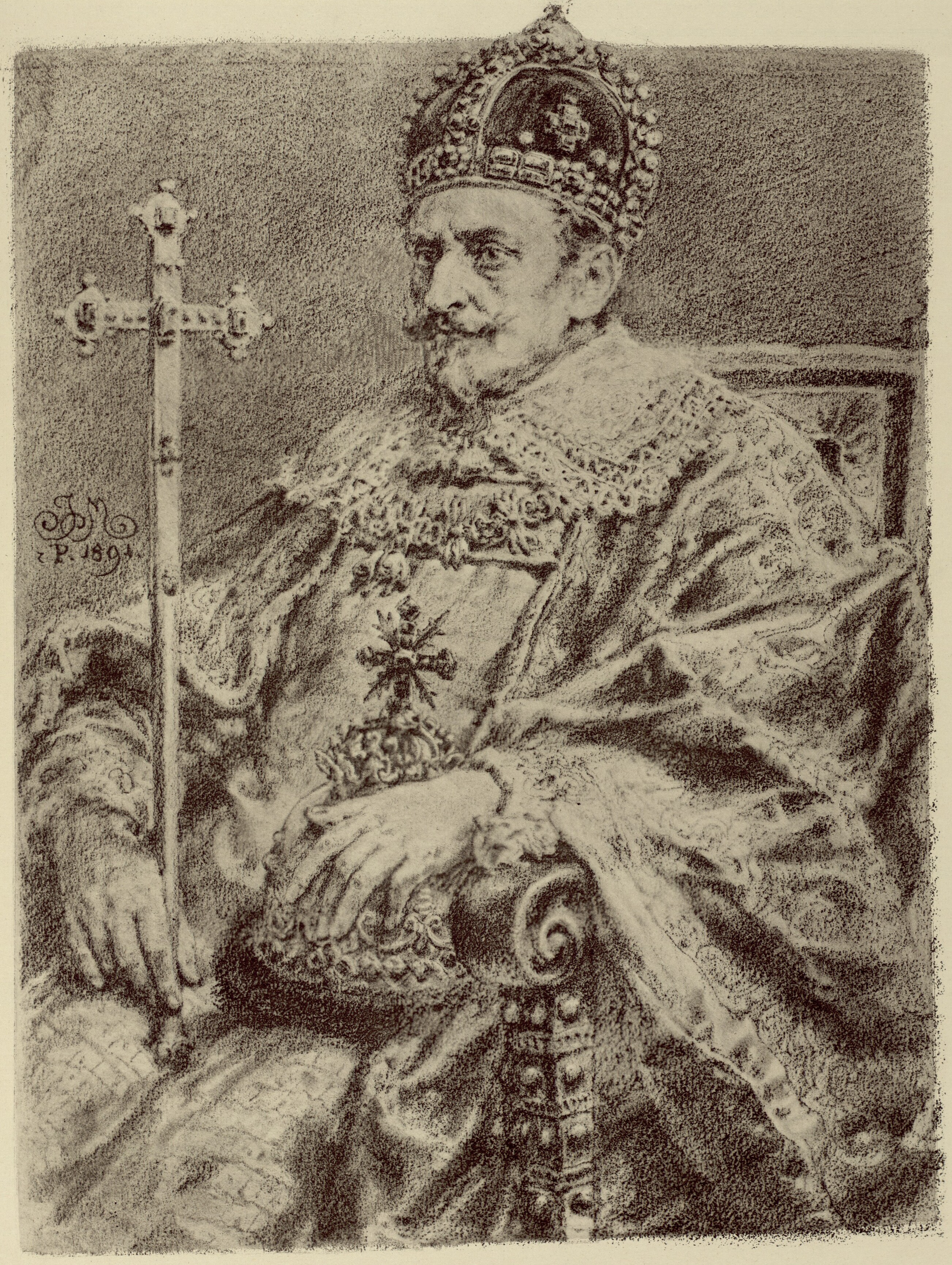
Zygmunt III Waza

Wydarzenia polityczne w 1587 roku.

## Wydarzenia
- 2 lutego – Elekcja 1587: początek sejmu konwokacyjnego (Generalnej Konfederacji Stanów), zwołanego do Warszawy przez prymasa Stanisława Karnkowskiego celem przygotowania elekcji – ustalenia terminu wyboru króla i sformułowania umowy pacta conventa[1].
- 19 sierpnia – Zygmunt III Waza został wybrany na króla Rzeczypospolitej Obojga Narodów[2].
- 22 sierpnia – Elekcja 1587: stronnictwo Zborowskich ogłasza królem Rzeczypospolitej arcyksięcia Maksymiliana Habsburga, decyzję do wiadomości podaje biskup nominat kijowski Jakub Woroniecki[3].
- 25 sierpnia – Elekcja 1587: posłowie Litwy zgłaszają protest przeciwko zerwaniu sejmu elekcyjnego, nie uznając żadnego z wyborów; popierają ich przedstawiciele województw brzeskokujawskiego, ruskiego i bracławskiego[4].
- 11 września – traktat kalmarski reguluje wzajemne relacji Szwecji i Rzeczypospolitej[5].
- 14 września – Elekcja 1587: początek wojny o koronę Rzeczypospolitej – arcyksiążę Maksymilian Habsburg na czele oddziału kawalerii wyrusza z Wiednia w stronę Krakowa celem objęcia tronu[6].
- 2 października – Elekcja 1587: szwedzka flota wioząca króla elekta Zygmunta Wazę przybywa do Gdańska i kotwiczy w pobliżu brzegu – rozpoczynają się pięciodniowe negocjacje w sprawie osobistych zobowiązań wybranego monarchy wobec stanów Rzeczypospolitej[7].
- 13 października – Elekcja 1587: uniwersał kanclerza Jana Zamoyskiego informuje o uzurpacji arcyksięcia Maksymiliana i zwołaniu pospolitego ruszenia w obronie króla elekta Zygmunta Wazy, tego dnia sejmik mazowiecki potwierdza wybór Zygmunta Wazy na króla i wzywa szlachtę do stawienia się pod dowództwo hetmana Jana Zamoyskiego, tego dnia Zygmunt Waza otrzymuje od niezadowolonego z kompromisu dotyczącego Estonii króla Szwecji Jana III Wazy wezwanie do powrotu[8].
- 10 grudnia – Elekcja 1587: otwarcie sejmu koronacyjnego w Krakowie, na który 11 grudnia przybył król-elekt Zygmunt Waza – początek konfliktu politycznego pomiędzy królem Zygmuntem a kanclerzem Janem Zamoyskim[9].
- 27 grudnia – koronacja Zygmunta III Wazy w katedrze na Wawelu[10].

## Urodzeni
- Ferdynand I Gonzaga, książę Mantui i Montferratu[11].

## Zmarli
- 16 kwietnia Anna Stanhope, angielska arystokratka, bratowa królowej Jane Seymour[12].
- 15 maja Gotthard Kettler, książę Kurlandii (ur. 1517 lub 1518)[13].